# Kurukszetra
Kurukszetra (dewanagari: कुरुक्षेत्र, ang. Kurukshetra) – nazwa miasta w indyjskim stanie Hariana; dosłowne znaczenie to pole Kuru. 

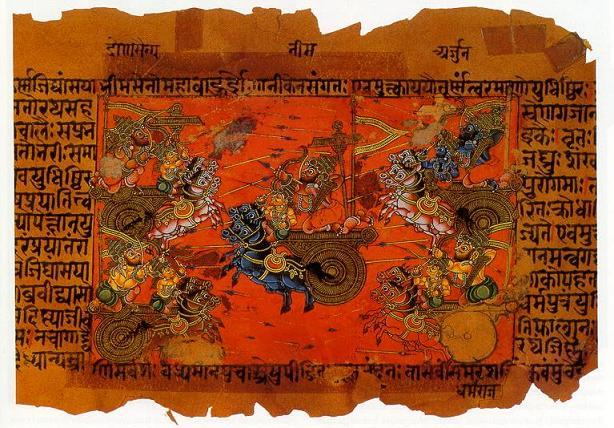
Manuskrypt Mahabharaty przedstawiający bitwę na polu Kurukszetra.

Rozległa równina niedaleko Delhi znana jest z Wed, ponieważ w tym miejscu odbyła się wielka bitwa (Wojna Kurukszetra), w której uczestniczył Kryszna, wypowiadając Bhagawadgitę.
Kurukszetra to mityczne pole bitewne, na którym rozegrała się apokaliptyczna bitwa między Pandawami i Kaurawami. Tutaj po zniszczeniu wszechświata zamieszkali dwaj bracia, asury (demony) – Sunda i Upasunda; tutaj przebywał również broniony przez Indrę wąż Takśaka podczas pożaru Lasu Khandawa.
W Bhagawadgicie Kurukszetra to dharma-kszetra, miejsce, gdzie odbywają się rytuały religijne. Pole to od niepamiętnych czasów jest terenem ofiarnym, gdzie prowadzono sesje ofiarne.
Kilka kilometrów od Kurukszetry położona jest wieś znana jako Amin, gdzie znajdują się pozostałości fortu. Mówi się, że jest to twierdza Abhimanju.